# パラオの地方行政区画

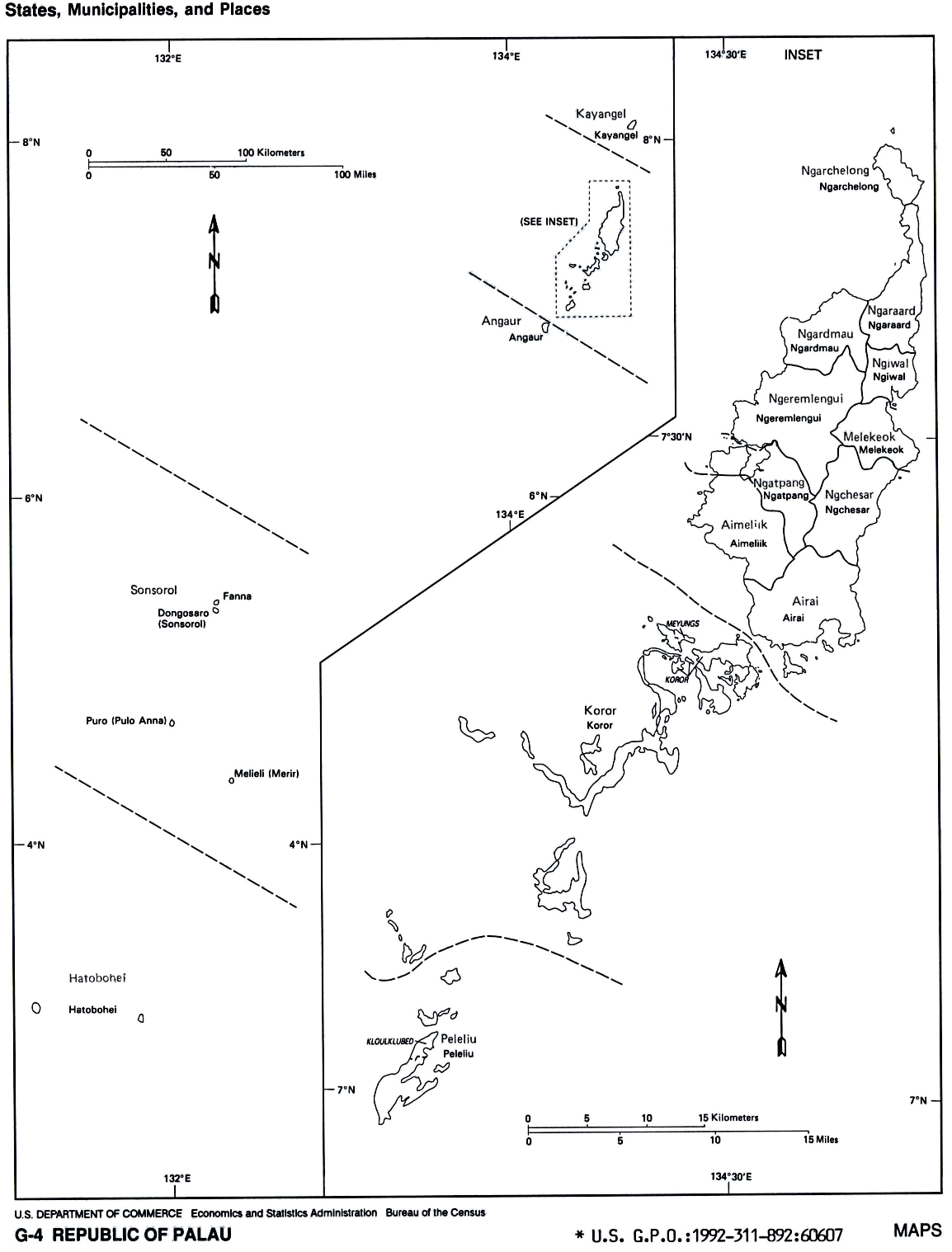
パラオの州

パラオの地方行政区画は16の州 (State) に分かれている。1984年以前は "Municipality"(自治体)と呼ばれていた。

## 概要
各州ごとに州知事と州議会で構成される州政府が存在する。また、それとは別に、伝統的リーダーとしての酋長もいる。酋長と州政府の関係や権限については各州の州憲法に委ねられており、州知事の顧問的役割から酋長自身が州知事を兼ねる例など様々である。
パラオ憲法第5条では政府が一方的に酋長制度を廃止することを禁じ、酋長に敬意を払うことが明記されている。
また州は課税権を有しており、州内の観光地に入る観光客に入場税を徴収する州もある。

## 州一覧
| 州旗             | 州名           | 現地語名     | 州都         | 面積 (km²) | 人口(2015年) | 位置                 |
| ---------------- | -------------- | ------------ | ------------ | ---------- | ------------ | -------------------- |
| カヤンゲル州旗   | カヤンゲル州   | Kayangel     | Orukei       | 3          | 54           | 北部諸島             |
| アイメリーク州旗 | アイメリーク州 | Aimeliik     | Mongami      | 52         | 334          | バベルダオブ島       |
| アイライ州旗     | アイライ州     | Airai        | Ngetkib      | 44         | 2455         | バベルダオブ島       |
| マルキョク州旗   | マルキョク州   | Melekeok     | マルキョク   | 28         | 277          | バベルダオブ島       |
| ガラルド州旗     | ガラルド州     | Ngaraard     | Ulimang      | 36         | 413          | バベルダオブ島       |
| アルコロン州旗   | アルコロン州   | Ngarchelong  | Mengellang   | 10         | 316          | バベルダオブ島       |
| ガラスマオ州旗   | ガラスマオ州   | Ngardmau     | Urdmang      | 47         | 185          | バベルダオブ島       |
| アルモノグイ州旗 | アルモノグイ州 | Ngeremlengui | Imeong       | 65         | 350          | バベルダオブ島       |
| ガスパン州旗     | ガスパン州     | Ngatpang     | Ngereklmadel | 47         | 282          | バベルダオブ島       |
| エサール州旗     | エサール州     | Ngchesar     | Ngersuul     | 41         | 291          | バベルダオブ島       |
| オギワル州旗     | オギワル州     | Ngiwal       | Ngerkeai     | 26         | 282          | バベルダオブ島       |
| コロール州旗     | コロール州     | Koror        | コロール     | 18         | 11,444       | バベルダオブ島南西部 |
| ペリリュー州旗   | ペリリュー州   | Peleliu      | Kloulklubed  | 13         | 484          | バベルダオブ島南西部 |
| アンガウル州旗   | アンガウル州   | Angaur       | Ngeremasch   | 8          | 119          | バベルダオブ島南西部 |
| ソンソロール州旗 | ソンソロール州 | Sonsorol     | Dongosaru    | 3          | 40           | 南西諸島             |
| ハトホベイ州旗   | ハトホベイ州   | Hatohobei    | Hatohobei    | 3          | 25           | 南西諸島             |